# Nowoszyce (powiat zgorzelecki)
Nowoszyce – kolonia w Polsce, położona w województwie dolnośląskim, w powiecie zgorzeleckim, w gminie Sulików.
Do 2023 r. miejscowość była częścią wsi Bierna.
W latach 1975–1998 Nowoszyce administracyjnie należały do województwa jeleniogórskiego.
Nowoszyce to kolonia leżąca na Pogórzu Izerskim, pomiędzy Wysoczyzną Siekierczyńską i Wzgórzami Zalipiańskimi, na prawym brzegu Czerwonej Wody, na wysokości około 260–280 m n.p.m.